# Moreton (Essex)
Moreton ist ein Dorf im Westen der Grafschaft Essex in England.

Lage von Moreton

Vor 2000 Jahren war dies der Ort, an dem eine Römerstraße, die die Stadt Great Dunmow mit Londinium verband, den Cripsey Brook kreuzte. Noch heute ist diese Brücke charakteristisch für Moreton.

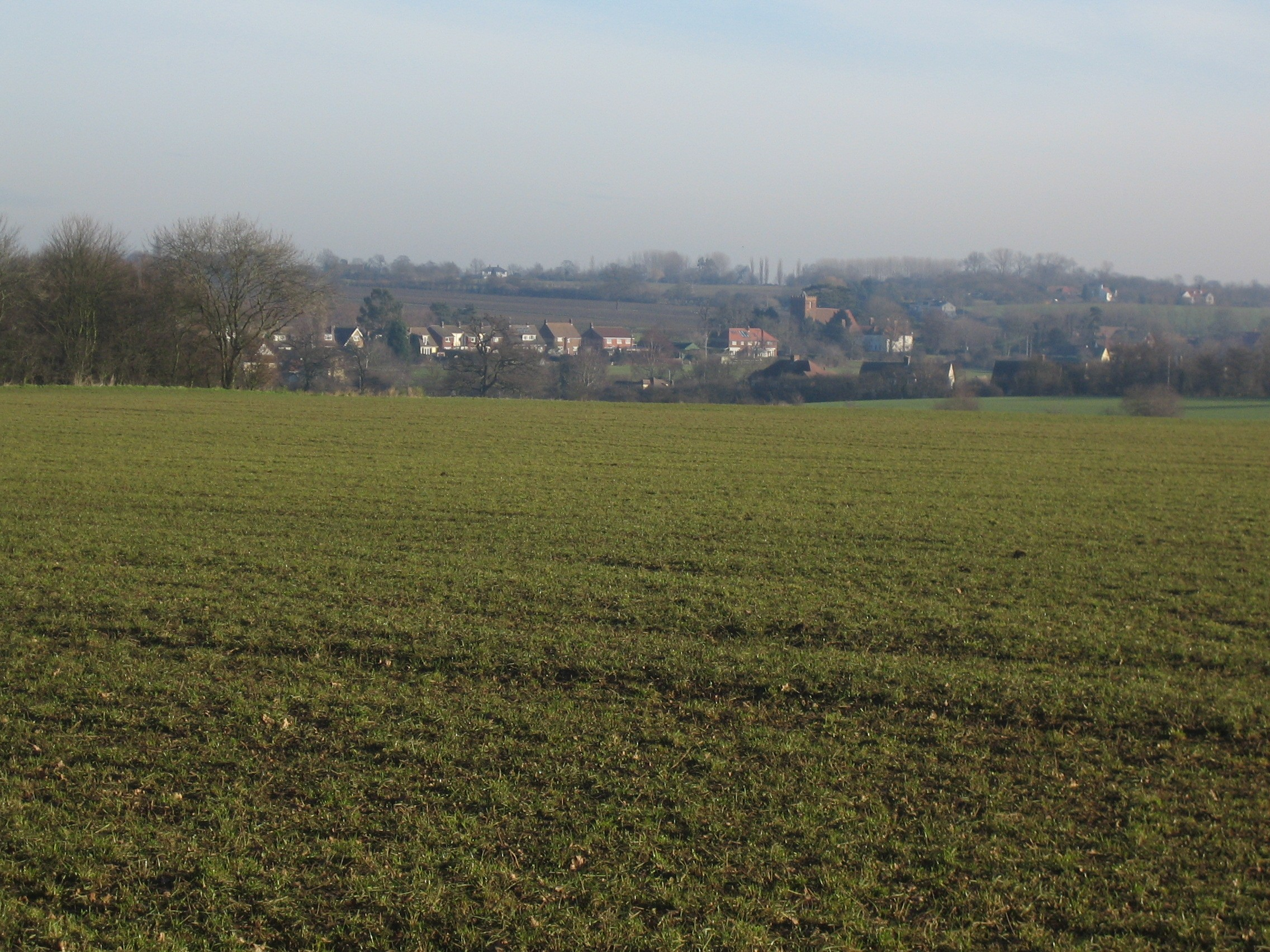
Moreton von Süden
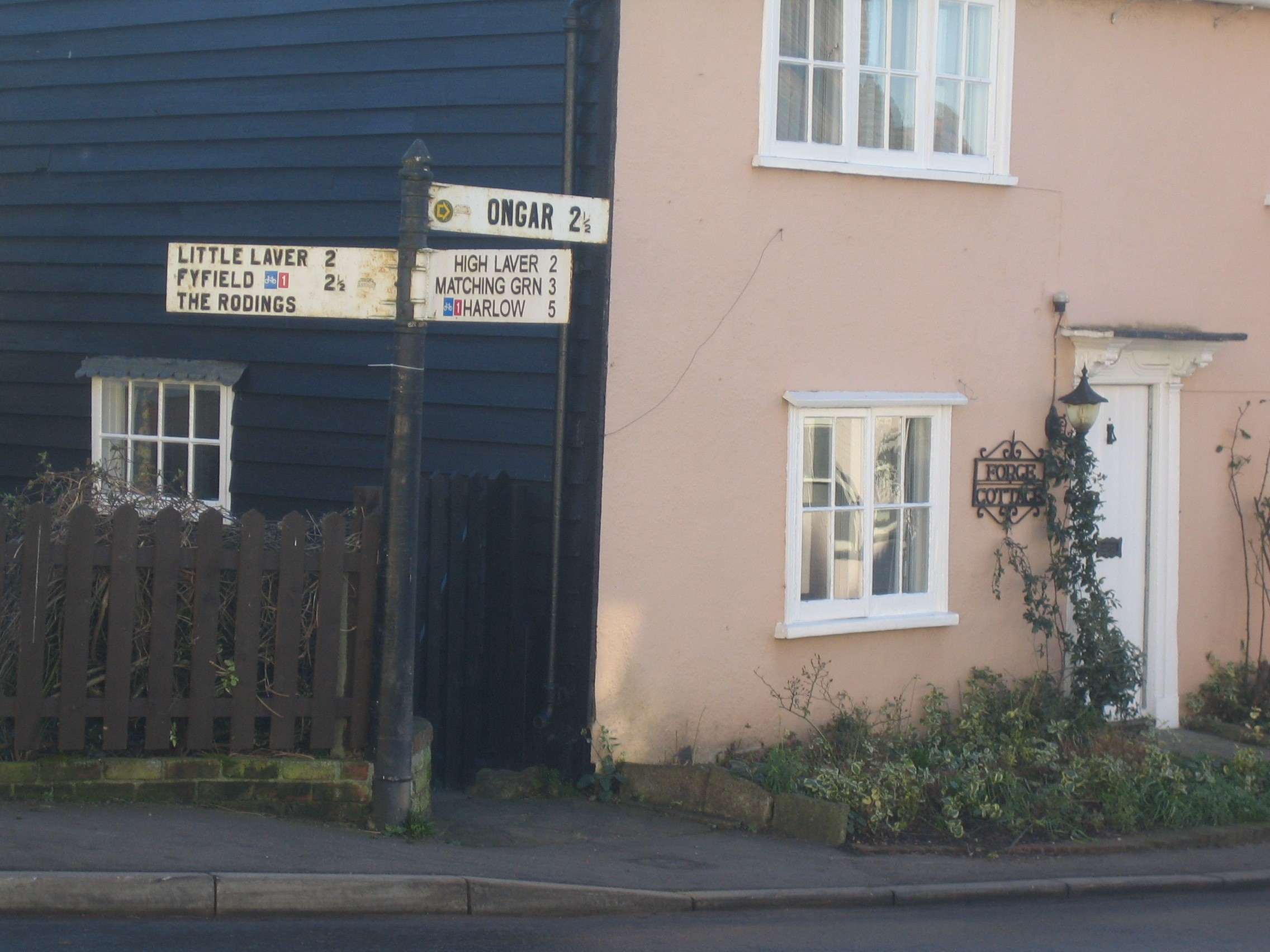
Moreton: Entfernungen (miles)
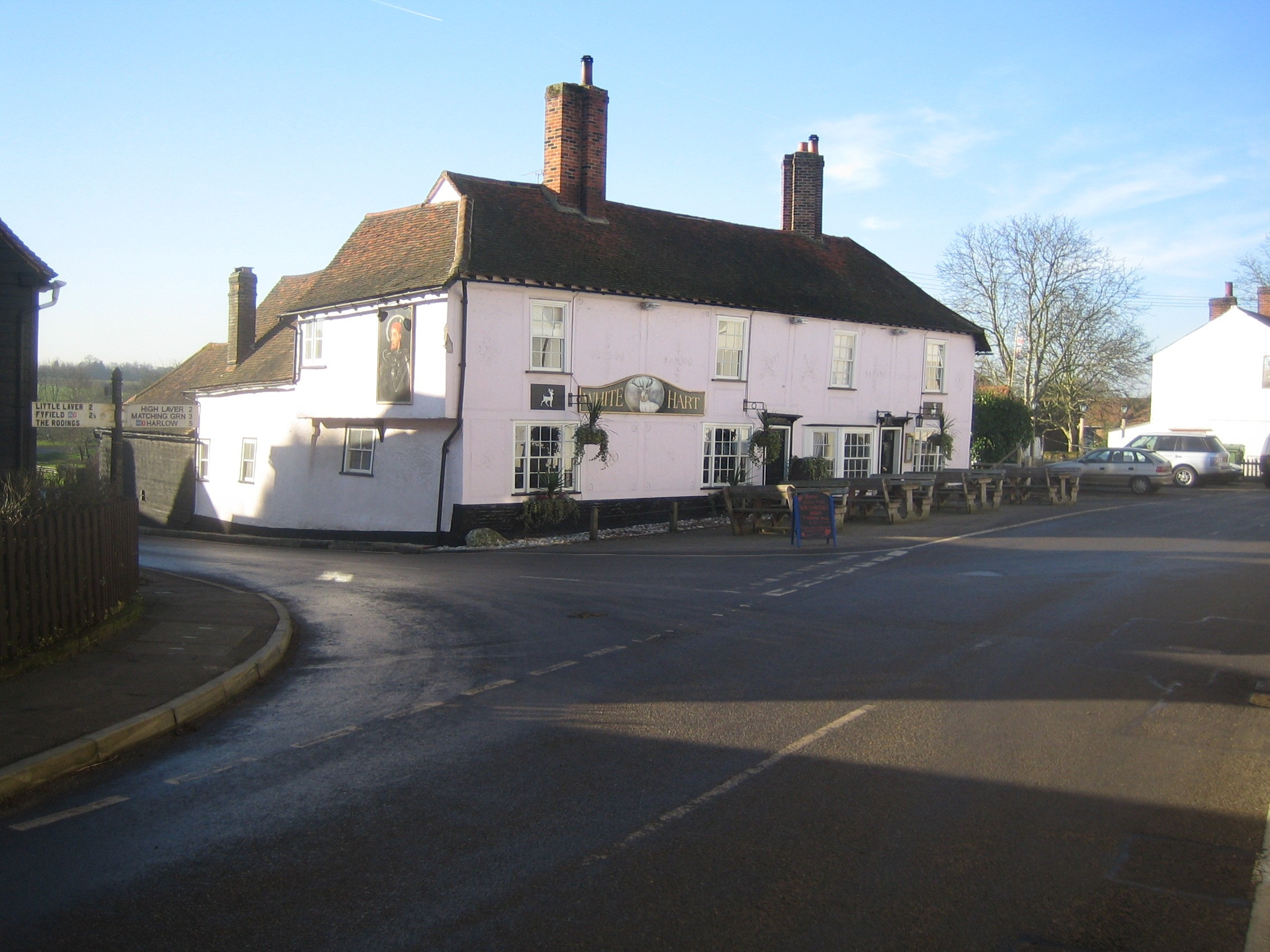
Pub, The White Hart (Der Weiße Hirsch war das Wappen von König Richard II)
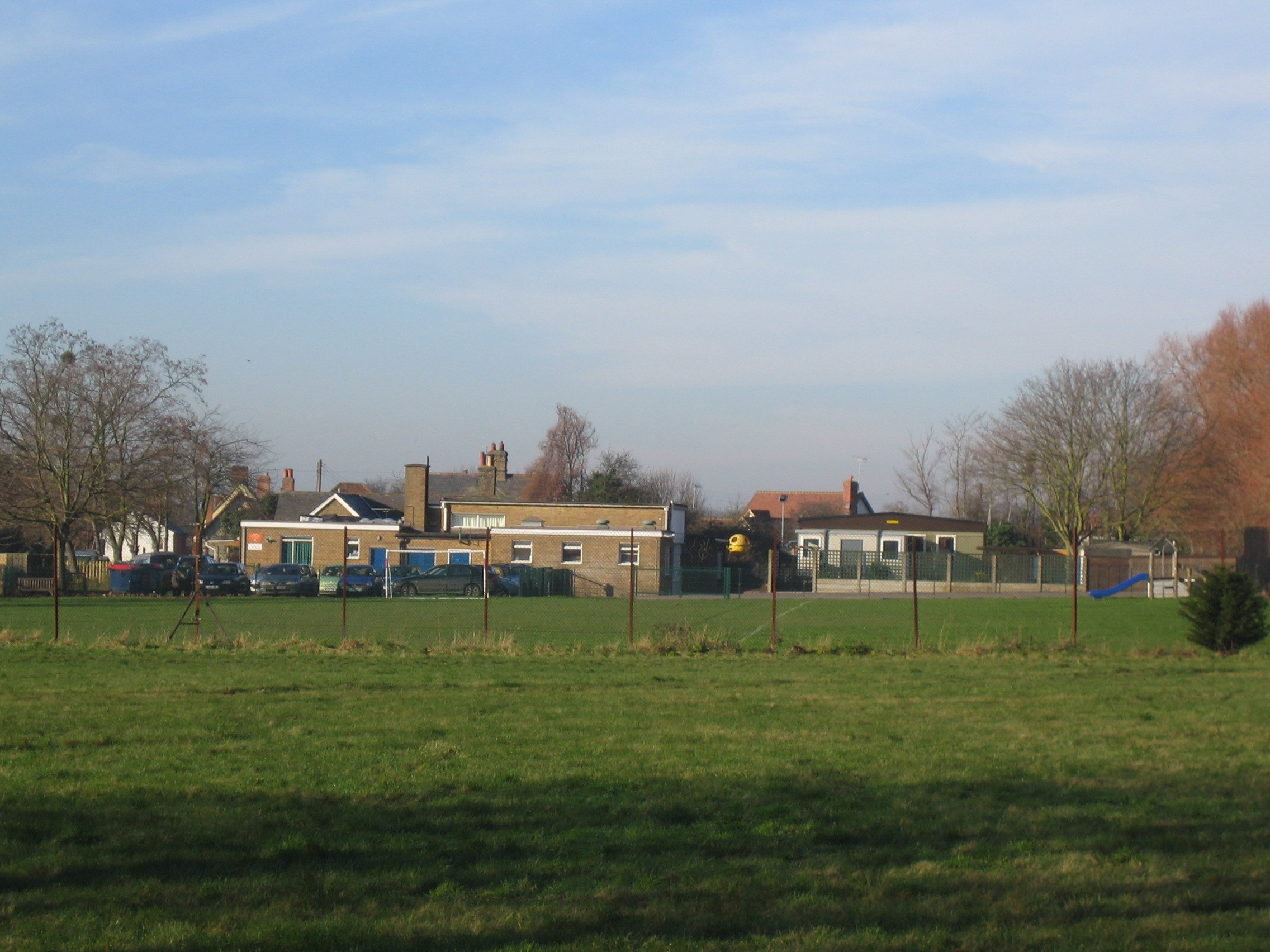
Moreton: Die Schule